# Eugen Hubrich
Eugen Hubrich (* 22. November 1885  in Kötzting; † 16. Februar 1963 in Dachau) war ein Straubinger Heimatdichter und NSDAP-Funktionär.

## Leben
Bereits von 1906 an engagierte sich Hubrich im Bayerischen Wald-Verein, dessen Vereinszeitschrift Der Bayerwald er ab 1930 einige Jahre leitete. Ab 1920 lebte er in Straubing, wo er Lehrer und seit 1943 Oberstudienrat war. Hubrich textete zahlreiche waldlerische Lieder, beispielsweise Schö staad wird’s im Woid und ’s Kripperl im Schnee.
Hubrich trat zum 1. Mai 1933 der NSDAP bei (Mitgliedsnummer 2.620.920) und stieg zum Kreiskulturwart und Hauptstellenleiter für Kultur bei der Partei auf. Der Straubinger Ratsherr betätigte sich auch als Referent für die KdF-Gemeinschaft.
Spätestens in der Zeit der Diktatur durch die Nationalsozialisten bewegte sich auch Hubrichs schriftstellerisches Schaffen im Geiste der NS-Ideologie, wofür u. a. sein Gedicht Heil Hitler (1933) Beleg ist. Auch Hubrichs erfolgreiches Freilichtspiel Die Agnes Bernauerin zu Straubing (1935) steht völkisch-nationalem Gedankengut mindestens nahe. Es wurde bearbeitet jedoch auch nach 1945 aufgeführt.
Nach der Befreiung Deutschlands von der Herrschaft der Nationalsozialisten wurde Hubrich in Straubing inhaftiert. Erst Ende Mai 1946 kam er in Moosburg wieder frei. Danach war er wieder als Lehrer und Heimatdichter tätig.
Bis in die letzten Jahre wurde seine von christlichen Theologen kritisierte Waldlermesse von 1952 gespielt. Die Waldlermesse wurde von Ferdinand Neumaier vertont und auf einer Schallplatte verbreitet; sie ist wohl sein bekanntestes Werk.

## Quelle
- Schriftenreihe Uni Passau/Studientagung-7. (PDF; 869 kB)